# Brannockite
La brannockite (simbolo IMA: Bra) è un minerale e un ciclosilicato molto raro del gruppo della milarite all'interno della classe minerale dei "silicati e germanati" con la composizione chimica idealizzata KSn4+2Li3Si12O30.

## Etimologia e storia
La brannockite è stata scoperta nel 1968 nella "miniera di Foot", in una pegmatite granitica ricca di litio vicino a Kings Mountain, nella Carolina del Nord. Lo scopritore, C. Hudgins, donò un campione al National Museum of Natural History della Smithsonian Institution, dove fu esaminato scientificamente e caratterizzato come un analogo del litio-stagno dell'osumilite. Il minerale fu chiamato così in onore del chimico e collezionista di minerali Kent Combs Brannock (1923-1973) di Kingsport, nel Tennessee, che è stato determinante nella descrizione di numerosi minerali provenienti dalla "miniera di Foot".
La scoperta fu pubblicata cinque anni dopo.

## Classificazione
Nell'8ª edizione della sistematica dei minerali secondo Strunz, obsoleta dal 1977, la brannockite non è elencata.
Solo nella Sistematica dei lapis (Lapis-Systematik) secondo Stefan Weiß, che si basa ancora su questa vecchia edizione di Strunz per considerazione verso i collezionisti privati e le collezioni istituzionali, al minerale è stato assegnato il sistema e al minerale nº VIII/E.22-140. In questa Sistematica ciò corrisponde alla classe dei "silicati e germanati" e quindi alla sottoclasse dei "ciclosilicati", dove la brannockite insieme ad agakhanovite-(Y), almarudite, armenite, berezanskite, chayesite, darapiosite, dusmatovite, eifelite, emeleusite, faizievite, friedrichbeckeite, klöchite, lipuite, merrihueite, milarite, oftedalite, osumilite, osumilite-(Mg), poudretteite, roedderite, shibkovite, sogdianite, sugilite, trattnerite, yagiite e yakovenchukite-(Y) forma il "gruppo della milarite-osumilite" con il sistema nº VIII/E.22.
La 9ª edizione della sistematica minerale di Strunz, che è stata aggiornata l'ultima volta dall'Associazione Mineralogica Internazionale (IMA) nel 2024, classifica la brannockite nella categoria "9.C Ciclosilicati"; questa è ulteriormente suddivisa in base alla struttura degli anelli, in modo che il minerale possa essere trovato nella sottoclasse "9.CM [Si6O18]12- anelli doppi con 6 membri (sei doppi anelli)" in base alla sua struttura. In esso, appartiene al "gruppo della milarite" con il sistema nº 9.CM.05.
Anche la sistematica dei minerali Dana, che viene utilizzata principalmente nel mondo anglosassone, classifica la brannockite nella classe dei "silicati e germanati" e da lì nella già più finemente suddivisa sottoclasse dei "ciclosilicati: anelli condensati"; qui è nel "gruppo della milarite-osumilite" con il sistema nº 63.02.01a all'interno della sottosezione "Ciclosilicati: anelli condensati a 6 membri".

## Chimica
La brannockite è l'analogo litio-stagno dell'osumilite e la composizione misurata dalla località tipo è;
- {\displaystyle \mathrm {^{[12]}K^{[6]}Sn_{2}\,^{[4]}Li_{3}\,^{[4]}Si_{12}O_{30}} }

dove il numero di coordinazione della rispettiva posizione nella struttura cristallina è dato tra parentesi quadre.
La brannockite forma cristalli misti con berezanskite, sogdianite e, in misura minore, sugilite, che si esprime nella sostituzione di Sn4+ con Ti4+, Zr4+ e Hf4+, nonché nell'incorporazione accoppiata di [6]Fe/Al3+ e [9]Na+.

## Abito cristallino
La brannockite cristallizza nel sistema esagonale nel gruppo spaziale P6/mcc (gruppo nº 192) con i parametri del reticolo a = 10,0167 Å e c = 14,2452 Å e due unità di formula per cella unitaria.
La brannockite è isotipica della milarite, il che significa che cristallizza con la stessa struttura della milarite. La posizione C coordinata 12 volte è completamente occupata dal potassio (K+) e la posizione B coordinata 9 volte non è occupata. Lo stagno (Sn4+) occupa la posizione A coordinata 6 volte. La posizione T2 coordinata tetraedrica contiene solo litio (Li+). La posizione T1, che costruisce i 6 doppi anelli, contiene solo silicio (Si4+).

## Origine e giacitura
La brannockite si trova in aree idrotermali tardive di pegmatiti ricche di alcali dove si sono accumulati litio e stagno. Oltre alla sua località tipo, la miniera nel distretto di Kings Mountain, nella Carolina del Nord (Stati Uniti), la brannockite è stata trovata solo in un'altra località nello Stato di Washington, Stati Uniti.
Nella miniera nel distretto di Kings Mountain la brannockite è associata a quarzo, albite, al silicato a catena multipla bavenite, pirite, all'idrossido tetrawickmanite e titanite.
Questa località molto ricca di minerali è la località tipo di altri 13 minerali. La brannockite è l'unico minerale del gruppo della milarite.
Il secondo sito documentato è un granito ricco di alcalinità proveniente dalla batolite del "Golden Horn" nella contea di Okanogan (Stato di Washington, USA). La brannockite si presenta qui con la sogdianite osumilite litio-zirconio e la zektzerite, un silicato a doppia catena litio-sodio-zirconio, che è stata descritta per la prima volta qui.

## Forma in cui si presenta in natura
La brannockite sviluppa aggregati di sfere di cristallo piatte e incolori di pochi millimetri di dimensione.
Il colore del suo striscio sulla mattonella di prova è bianco.